# Toro Rosso STR5
Chronologie des modèles (2010)
Toro Rosso STR4 Toro Rosso STR6
La Toro Rosso STR5 est la monoplace de Formule 1 engagée par l'équipe Scuderia Toro Rosso dans le championnat du monde de Formule 1 2010. La voiture a été présentée le 1er février 2010 sur le circuit de Jerez. Elle est pilotée par le Suisse Sébastien Buemi et l'Espagnol Jaime Alguersuari pour la deuxième année consécutive. Les pilotes d'essais sont l'Australien Daniel Ricciardo et le Néo-Zélandais Brendon Hartley.
La STR5 est la première monoplace construite par l'écurie italienne uniquement, les autres monoplaces étant des évolutions des voitures de l'écurie mère, Red Bull Racing.

## Résultats en championnat du monde de Formule 1

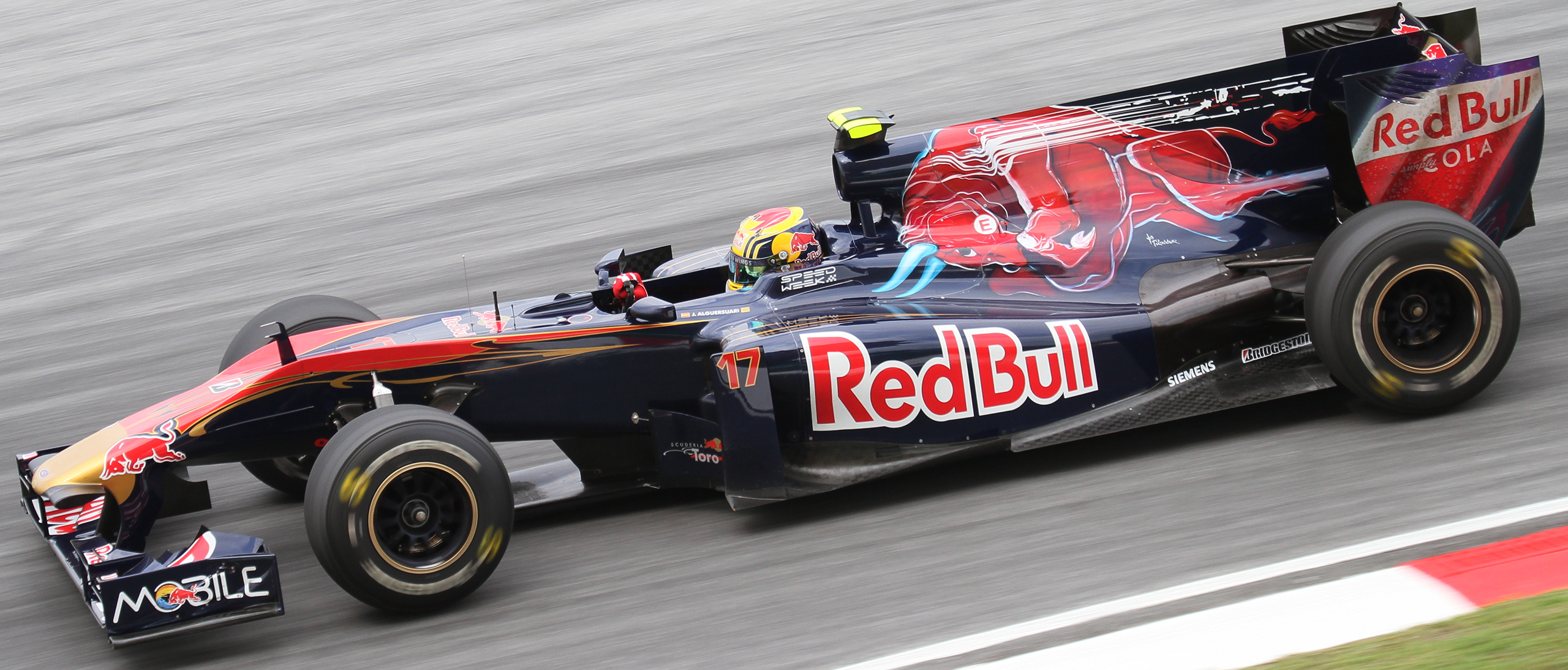
Jaime Alguersuari marque les premiers points de sa carrière au GP de Malaisie.

| Saison | Écurie              | Moteur              | Pneus       | Pilotes           | Courses | Courses | Courses | Courses | Courses | Courses | Courses | Courses | Courses | Courses | Courses | Courses | Courses | Courses | Courses | Courses | Courses | Courses | Courses | Points inscrits | Classement |
| Saison | Écurie              | Moteur              | Pneus       | Pilotes           | 1       | 2       | 3       | 4       | 5       | 6       | 7       | 8       | 9       | 10      | 11      | 12      | 13      | 14      | 15      | 16      | 17      | 18      | 19      | Points inscrits | Classement |
| ------ | ------------------- | ------------------- | ----------- | ----------------- | ------- | ------- | ------- | ------- | ------- | ------- | ------- | ------- | ------- | ------- | ------- | ------- | ------- | ------- | ------- | ------- | ------- | ------- | ------- | --------------- | ---------- |
| 2010   | Scuderia Toro Rosso | Ferrari V8 Type 056 | Bridgestone |                   | BAH     | AUS     | MAL     | CHI     | ESP     | MON     | TUR     | CAN     | EUR     | GBR     | ALL     | HON     | BEL     | ITA     | SIN     | JAP     | COR     | BRÉ     | ABU     | 13              | 9e         |
| 2010   | Scuderia Toro Rosso | Ferrari V8 Type 056 | Bridgestone | Sébastien Buemi   | 16e*    | Abd     | 11e     | Abd     | Abd     | 10e     | 16e     | 8e      | 9e      | 12e     | Abd     | 12e     | 12e     | 11e     | 14e     | 10e     | Abd     | 13e     | 15e     | 13              | 9e         |
| 2010   | Scuderia Toro Rosso | Ferrari V8 Type 056 | Bridgestone | Jaime Alguersuari | 13e     | 11e     | 9e      | 13e     | 10e     | 11e     | 12e     | 12e     | 13e     | Abd     | 15e     | Abd     | 13e     | 15e     | 12e     | 11e     | 11e     | 11e     | 9e      | 13              | 9e         |

Légende : ici 
- * : le pilote n'a pas fini la course mais est classé pour avoir fait plus de 90 % de la course